# Otto Evens
Otto Frederik Theobald Evens (født 16. februar 1826 i København, død 21. november 1895 sammesteds) var en dansk billedhugger.
Evens var uddannet ved Kunstakademiet og arbejdede i mange år hos H.W. Bissen. Han opnåede ikke den store anerkendelse i sin samtid og døde ifølge Th. Stein fattig og glemt. Han blev dog medlem af Akademiet i 1871.
Evens forblev ugift hele sit liv.
Evens er begravet på Assistens Kirkegård, København.
Otto Evens er gengivet på malerier af Anton Dorph 1857 på Orebygård og af Vilhelm Kyhn 1858 (Frederiksborgmuseet). Der findes en tegning af Frants Henningsen i Kobberstiksamlingen, af Carl Bloch og Henrik Olrik 1859 på Frederiksborgmuseet. Buste af H.W. Bissen på Statens Museum for Kunst.

## Værker
- Thetis bønfalder Hefaistos om Vaaben til Achilles (gipsrelief 1851, Kunstakademiet, lille guldmedalje)
- Monument for Johannes Ewald og Johan Herman Wessel (rejst 1879 ved Trinitatis Kirke, København)
- Mindeplade for dronning Caroline Amalie (parken ved Sorgenfri Slot, Lyngby-Taarbæk, 1882)
- Gravmonument med portrætrelieffer over N.J. Marstrand og hustru (Assistens Kirkegård, København)
- Døbefont i Vor Frue Kirke (Svendborg)
- Mindesten for Peder Skram, Østbirk Kirke (afsløret 1886)

### Statuer
- C.W. Eckersberg (udstillet 1865, gips hos Charlottenborg udstillingskomité, brændtlersudkast i Den Hirschsprungske Samling)
- Karyatider til loggiaen på Hvidøre, Klampenborg (1872)
- Frederik VII (bronze rejst 1877 på Sorø Torv, 1884 på Torvet, Grenaa, 1885 på Kirkepladsen, Varde)
- Saxo (statue 1881, brændtlersudkast 1867 i Den Hirschsprungske Samling, bemalet gips 1869 smst.)
- Snorri Sturlason (1885, gipsudkast 1882 i Den Hirschsprungske Samling)
- Billedhuggerinde siddende med statuette i hånden (originalmodel på Ribe Kunstmuseum)
- Hieronymus (zink på Marmorkirken, København)

### Figurgrupper
- En Faun og en Satyr (1850, bronze på hjørnet af Østergravensgade/Nørregade, Aalborg, zink i Næsbyholms park)
- En Karl, der vander sin Hest (udstillet 1853, originalmodel på Statens Museum for Kunst, bronze sammesteds)
- Dreng med en Ged (originalmodel 1854, tidligere i Ny Carlsberg Glyptotek, bronze 1912 sammesteds, deponeret 1939 på Jagtvejens Skole og nu opstillet på hjørnet af Frederikssundsvej/Tranevej, København)
- Moderkjærlighed (brændtlersskitse 1856 i Den Hirschsprungske Samling, tildelt Neuhausens Præmie 1857, marmor 1857 på ARoS Aarhus Kunstmuseum, bronze samme år på Glyptoteket, opstillet 1939 ved Rådhusannexet, Stormgade og Statens Museum for Kunst)
- En neapolitansk Fisker lærer sin Søn at spille paa Fløjte (1859, originalmodel på Statens Museum for Kunst, gips i Randers Kunstmuseum, bronze tidligere i Aborreparken, nu Store Strandstræde, København, og ved Rustenborgvej, Kongens Lyngby)

### Buster
- Frederik VII (bronze rejst 1868 på Torvet, Give, 1879 i Thorkilstrup, 1879 i Sir Lyngbjerg ved Holstebro)
- Meïr Aron Goldschmidt (1872, originalmodel tidligere på Aalborg Museum)
- Marinemaler C.F. Sørensen (udstillet 1880, originalmodel tidligere sammesteds)
- Biskop D.G. Monrad (udstillet 1882, originalmodel ARoS Aarhus Kunstmuseum)
- Edvard Lembcke (udstillet 1887, originalmodel sammesteds)
- Herluf Trolle (udstillet 1886, gips, tidligere på Frederiksborgmuseet)
- Birgitte Gjøe (gips, tidligere sammesteds)
- P.O. Brøndsted (udstillet 1889, gips, tidligere sammesteds)
- Arild Huitfeldt (udstillet 1890, gips, tidligere sammesteds)
- Skibsbygmester E.P. Bonnesen (gips Handels- og Søfartsmuseet)

### Portrætmedaljoner
- Frederik VII (marmor på mindestøtte, rejst 1870 på Axeltorv, Næstved, nu flyttet til Teatergade)
- Amtmand Herman Gerhard Treschow (bronze på mindestøtte, rejst 1874 ved Vejle Havn)
- Orla Lehmann (1874, originalmodel i Den Hirschsprungske Samling, marmor, indmuret ved indgangen til Charlottenborg)
- Dronning Caroline Amalie (1882, medaljon på mindestøtte, Sorgenfri Slotshave)
- Kommandør Peter Norden Sølling (bronze på Bombebøssens facade, Overgaden oven Vandet, København)

### Portrætfigurer
- Ludvig Holberg (1851, gips, Ribe Kunstmuseum, bronze, Fyns Kunstmuseum)
- Tycho Brahe (1855, originalmodel Statens Museum for Kunst)
- N.F.S. Grundtvig (udstillet 1871, marmor, KUNSTEN Museum of Modern Art Aalborg)
- Wilhelm Marstrand (udstillet 1882, originalmodel på Glyptoteket, bronze på Statens Museum for Kunst, afstøbning i Ribe Kunstmuseum)
- B.S. Ingemann (udstillet 1887, gips, Ribe Kunstmuseum)
- Peder Griffenfeld (1890, originalmodel på Frederiksborgmuseet)
- Christian IV (1891, gips, sammesteds)
- Constantin Hansen

### Statuetter
- Dreng, der skal til at bade (1856, gips, Hirschsprung, bronze Statens Museum for Kunst)
- Den fortabte Søn (1861, bronze, Statens Museum for Kunst)
- Desuden en række brændtlers- og gipsudkast i Statens Museum for Kunst, Glyptoteket og Den Hirschsprungske Samling

## Billeder
- Monument for Johannes Ewald og Johan Herman Wessel fra 1879. Ved Trinitatis Kirke, København.
- En neapolitansk fisker lærer sin søn at spille på fløjte. Bronze. På hjørnet af Store Strandstræde og Lille Strandstræde i København.
- Mindesten for Peder Skram ved Østbirk Kirke i Jylland.